# Diocesi di Case Mediane
La diocesi di Case Mediane (in latino: Dioecesis Casamedianensis) è una sede soppressa e sede titolare della Chiesa cattolica.

## Storia
Case Mediane, forse identificabile con Henchir-Et-Taouil nell'odierna Algeria, è un'antica sede episcopale della provincia romana di Numidia.
Sono tre i vescovi attribuiti a questa diocesi africana. Alla conferenza di Cartagine del 411, che vide riuniti assieme i vescovi cattolici e donatisti dell'Africa romana, presero parte il cattolico Gennaro e il donatista Emiliano. Nelle sottoscrizioni della lettera sinodale indirizzata a papa Celestino I dal concilio riunito a Cartagine nel 425 si trova il nome di Gennaro, senza indicazione della sede di appartenenza; potrebbe trattarsi del vescovo di Case Mediane, oppure degli omonimi vescovi di Gisipa o di Aptuca.
Terzo vescovo noto è Villatico, il cui nome appare al 29º posto nella lista dei vescovi della Numidia convocati a Cartagine dal re vandalo Unerico nel 484; Villatico, come tutti gli altri vescovi cattolici africani, fu condannato all'esilio.
Dal 1933 Case Mediane è annoverata tra le sedi vescovili titolari della Chiesa cattolica; dal 23 novembre 2013 il vescovo titolare è Medardo de Jesús Henao del Río, M.X.Y., vicario apostolico di Mitú.

## Cronotassi

### Vescovi residenti
- Gennaro † (prima del 411 - dopo il 425 ?)
  - Emiliano † (menzionato nel 411) (vescovo donatista)
- Villatico † (menzionato nel 484)

### Vescovi titolari
- Marcelo González Martín † (21 febbraio 1966 - 7 gennaio 1967 succeduto arcivescovo di Barcellona)
- José Capmany Casamitjana † (22 ottobre 1968 - 20 aprile 1995 deceduto)
- Xavier Gilles de Maupeou d'Ableiges (2 agosto 1995 - 18 febbraio 1998 nominato vescovo di Viana)
- Eduardo Benes de Sales Rodrigues (11 marzo 1998 - 10 gennaio 2001 nominato vescovo di Lorena)
- Guy André Marie de Kérimel, Comm. l'Emm. (19 febbraio 2001 - 6 maggio 2004 nominato vescovo coadiutore di Grenoble)
- Joseph Robert Cistone † (8 giugno 2004 - 20 maggio 2009 nominato vescovo di Saginaw)
- Manuel da Silva Rodrigues Linda (27 giugno 2009 - 10 ottobre 2013 nominato ordinario militare in Portogallo)
- Medardo de Jesús Henao del Río, M.X.Y., dal 23 novembre 2013